# Kvarndammen (Rumskulla socken, Småland)
Kvarndammen är en sjö i Vimmerby kommun i Småland och ingår i Motala ströms huvudavrinningsområde.